# 好里堡街道
好里堡街道是中华人民共和国内蒙古自治区呼伦贝尔市根河市下辖的一个街道办事处，于2017年5月设立。

## 行政区划
好里堡街道下辖以下村级行政区划单位：
友谊社区。